# Blackburneus vacca
Blackburneus vacca är en skalbaggsart som beskrevs av S. Endrödi 1964. Blackburneus vacca ingår i släktet Blackburneus och familjen Aphodiidae. Inga underarter finns listade.